# الخضيرية
الخَضيريه أو الخَضاير والمفرد خَضيري هو مصطلح نجدي يطلق على كل شخص لا ينحدر من قبيلة عربية، أو لزواجه من أجنبية، أو لامتهانه صنعة لم ترض عنها قبيلته (فيطرد من القبيلة)، أو جهل أصله تماما لسبب أو لآخر كارتكاب جده أو أبوه جناية وتخفيهم بسبب ذلك، وغير ذلك مما تعارفت عليه القبائل.

## نبذة
اختلف في أصل كلمة «خَضيري» فالعرب الحاضرة تعرف هذا المصطلح على أنه يطلق على من جهل أصله وانقطع نسبه عن القبيلة، بحسب ما أكده معجما لسان العرب والقاموس المحيط اللذان أوضحا بأن الاختضار هو قطع الشيء عن أصله وجزه. أما أهل البادية فيطلقون كلمة خضيري على الأسود. قال حمد الجاسر في كتابه (جمهرة أنساب الأسر المتحضرة في نجد) "بنو خَير: يطلق هذا الاسم على عدد من الأسر المجهولة النسب ومنها ما له أصل عربي صحيح أو مولى لقبيلة معروفة ومولى القوم منهم أو يُنمى لإحدى الأمم المعروفة"، وفي حالات مشابهة في دول الخليج يطلق على هؤلاء البياسرة ومفردها بيسري.

## أسباب جهل الخَضيري بنسبه
ذكرها المؤرخ محمد باكثير في كتابه:
1. بيع وهو طفل في سوق العبيد، ونسي أهله.
2. ولد لأم أجنبيه، فإندمج في مجتمع أخواله.
أما حمد الجاسر فحصرها في أربع:
1.النسيان والجهل مع التوغل في التحضر والانعزال عن القبيلة، والخوف مما قد يجره الانتساب إلى قبيلة ما من الضرر، كأن يجني أحد أفرادها جريمة قتل ثم يهرب مخفياً نسبه وهذا السبب هو الغالب.
2.الفقر الذي يُلجئ المرء إلى أمور اجتماعية كانت مذمومة في ذلك الوقت كممارسة مهنة أو حرفه يترفع عنها ذوو النسب بالإضافة إلى أن الاعتقاد السائد لدى القبيلة في الماضي وهو أن العمل في حرفه أو صنعه هو نوع من التمرد أو الانفراد عن القبيلة التي تعتبر العصب الاقتصادي لأفرادها.
3.الهجرة إلى خارج الجزيرة العربية، واضطرار المرء للاندماج في المجتمع الذي انتقل إليه.